# Fabian Schmitt
Fabian Bernhard Schmitt (15 de junio de 1992) es un deportista alemán que compite en lucha grecorromana. Ganó una medalla de bronce en el Campeonato Europeo de Lucha de 2019, en la categoría de 55 kg.

## Palmarés internacional
| Campeonato Europeo | Campeonato Europeo | Campeonato Europeo | Campeonato Europeo |
| Año                | Lugar              | Medalla            | Categoría          |
| ------------------ | ------------------ | ------------------ | ------------------ |
| 2019               | Bucarest (Rumania) | Medalla de bronce  | 55 kg              |